# توني زابيا
توني زابيا (أنطونيو) (بالإنجليزية: Antonio "Tony" Zappia) (ولد في 13 يونيو 1952) هو سياسي أسترالي وبطل سابق في رفع الأثقال. يشغل منصب عضو في مجلس النواب الأسترالي عن دائرة ميكين في جنوب أستراليا منذ الانتخابات الفيدرالية الأسترالية 2007 ممثلًا عن حزب العمال الأسترالي.

## النشأة
ولد زابيا في بلاتي، إيطاليا، وانتقل في طفولته مع عائلته إلى بوراكا في جنوب أستراليا، حيث التحق بالمدرسة الابتدائية ثم مدرسة إنفيلد الثانوية. عمل لدى بنك أستراليا ونيوزيلندا (ANZ) في عام 1969، ثم شغل منصب موظف أبحاث لدى السيناتور جيم كافانا بين 1976 و1980. تولى منصب عمدة مدينة سالزبوري من عام 1997 إلى 2007، وكان عضوًا في المجلس منذ عام 1977.

## الرياضة
أدار زابيا ثلاث صالات رياضية، وفاز بعشر بطولات وطنية في رفع الأثقال.

## الحياة البرلمانية
منذ إنشاء دائرة ميكين عام 1984، كانت دائمًا مقعدًا متأرجحًا تميل للحزب الحاكم. في الانتخابات الفيدرالية الأسترالية 2007، فاز زابيا بالمقعد بنسبة 57.7% من الأصوات ذات الأفضلية الثنائية، محققًا أكبر نسبة تصويت في تاريخ الدائرة. وفي انتخابات 2010، رفع النسبة إلى 62.2%، مما جعلها مقعدًا آمنًا لحزب العمال. على الرغم من انخفاض نسبته إلى 55.1% في انتخابات 2013، احتفظ بالمقعد حتى حين خسر الحزب الحاكم، مما جعله أول عضو معارض يشغل المقعد.
في سبتمبر 2023، شارك زابيا في وفد برلماني متعدد الأحزاب إلى واشنطن العاصمة للضغط على وزارة العدل الأمريكية من أجل وقف إجراءات تسليم جوليان أسانج، حيث ضم الوفد أيضًا أليكس أنتيك، بارنابي جويس، مونيك ريان، ديفيد شوابريدج، وبيتر ويش-ويلسون.

## الحياة الشخصية
يعيش زابيا في بوراكا مع زوجته فيكي ولديهما ثلاثة أبناء.

## وصلات خارجية
- الصفحة البرلمانية على موقع البرلمان الأسترالي

- الموقع الرسمي